# Armando Muyale
Armando Jesus (Mando) Muyale (Aruba, 6 december 1936 - aldaar, 30 juni 2019) was een Arubaanse hoge ambtenaar. Hij werd vakminister in het interim-kabinet Sprockel na de opstand van 30 mei 1969 in Willemstad. 

## Biografie
In tegenstelling tot zijn twee broers die het bedrijfsleven ingingen, koos Armando Muyale voor de publieke sector en trad in 1953 in Arubaanse overheidsdienst. In 1955 vertrok hij naar Nederland voor de studie gemeente-administratie. Na het behalen van het diploma gemeente-administratie I was hij werkzaam op de afdeling onderwijszaken van het eilandgebied Aruba. In 1960 vertrok hij met een studie-opdracht naar Nederland en werd hij tewerkgesteld bij de gemeentesecretarie te 's-Hertogenbosch. Na het behalen van het diploma gemeente-administratie II keerde hij in 1966 terug op Aruba. Hij werd eerst hoofd onderwijszaken en in 1969 volgde zijn benoeming tot hoofd van de afdeling algemene en juridische zaken. Daarnaast was hij aangewezen als waarnemer van de secretaris van het bestuurscollege en de griffier van de eilandsraad van Aruba. Met het vertrek van John Booi werd hij benoemd tot eilandssecretaris ingaande 1 augustus 1985.
Na de crisis van 30 mei 1969 op Curaçao werd er een transitie-regering gevormd bestaande uit vakministers. Op Muyale werd er een beroep gedaan. In het interim-kabinet Sprockel was hij minister van onderwijs, cultuur en volksgezondheid van juni 1969 tot december 1969. Na zijn ministerschap keerde hij terug naar het bestuurskantoor te Oranjestad. In de daaropvolgende jaren was hij een van sleutelfiguren in het proces naar de staatkundige afscheiding en verzelfstandiging van Aruba en maakte hij deel uit van tal van commissies: referendumcommissie (1977), grondwetscommissie (1977), koninkrijkscommissie (1978). Ook was hij voorzitter van de subcommissie buitenlandse betrekkingen en territoriale aangelegenheden (1973) en ondervoorzitter van de SER van de Nederlandse Antillen (1977). Hij was de laatste eilandssecretaris van het eilandgebied Aruba en werd per 1 januari 1986 de eerste secretaris van de Ministerraad van Aruba. Hij diende onder het kabinet-Henny Eman I en het kabinet-Oduber I en ging op 1 april 1989 met vervroegd pensioen. 
Hierna bleef Muyale actief als lid van de bezwaaradviescommissie Landsverordening Administratieve Rechtspraak (LAR) en van de Arubaanse Raad van Advies (1994-2006). Tezamen met Harry Aarts werd hij in 1994 benoemd in de gemengde commissie Aarts/Muyale ter uitvoering van het op 21 oktober 1993 tussen Nederland en Aruba gesloten protocol. De commissie was belast met het toezicht houden op de verbetering van het bestuur, de rechtshandhaving en de sanering van de overheidsfinanciën op Aruba en met het uitbrengen van kwartaalrapportages aan de Rijksministerraad. Begin 1996 trok hij zich terug uit de commissie.
Muyale werd voor zijn verdiensten onderscheiden in de Orde van Francisco de Miranda en de Orde van Oranje-Nassau. Hij was gehuwd met Elly van Dijk en samen kregen zij twee kinderen.